# 下山治久
下山 治久（しもやま はるひさ、1942年6月11日 - 2017年5月2日 ）は、日本の歴史家。法政大学・聖心女子大学で非常勤講師を務めた。

## 来歴
東京市（現世田谷区）生まれ。
1968年早稲田大学大学院文学研究科修士課程修了。新人物往来社勤務ののち、角川文化振興財団で『角川日本地名大辞典』の編集に従事し、その後東京都中央区教育委員会調査指導員を務め、神奈川県綾瀬市編集委員、津久井町史中世史部会員などを歴任した。その間、1969年には杉山博、萩原竜夫とともに発起人となって後北条氏研究会（現在の戦国史研究会の前身）を起ち上げ、その初代事務局長を務めた。
2017年5月2日死去。享年74。

## 著書
- 『八王子城主・北条氏照-氏照文書からみた関東』たましん地域文化財団〈多摩歴史叢書〉、1994年12月。
- 『小田原合戦 豊臣秀吉の天下統一』角川書店、1996年12月。ISBN 978-4-04-703279-8。
- 『北条早雲と家臣団』有隣堂〈有隣新書　57〉、1999年3月。ISBN 4-89660-156-4。
- 『横浜の戦国武士たち』有隣堂〈有隣新書　70〉、2012年7月。ISBN 978-4-89660-212-8。
- 『戦国北条氏五代の盛衰』東京堂出版、2014年2月。ISBN 978-4-490-20859-7。
- 『戦国大名北条氏―合戦・外交・領国支配の実像』有隣堂、2014年3月。ISBN 978-4-89660-215-9。

### 共編著
- 『武州滝山・八王子城主北条氏照文書集』後北条氏研究会編　近藤出版社 1970
- 『戦国遺文 後北条氏編 補遺編』東京堂出版、2000年8月。ISBN 4-490-30575-3。
- 『後北条氏家臣団人名辞典』東京堂出版、2006年9月。ISBN 978-4490106961。
- 『戦国時代年表　後北条氏編』東京堂出版、2010年7月。ISBN 978-4-490-20703-3。

- 『戦国遺文 後北条氏編』全6巻 杉山博、黒田基樹との共編 
  - 『戦国遺文 後北条氏編 第1巻』東京堂出版、1989年9月。ISBN 4-490-30427-7。
  - 『戦国遺文 後北条氏編 第2巻』東京堂出版、1990年10月。ISBN 4-490-30428-5。
  - 『戦国遺文 後北条氏編 第3巻』東京堂出版、1991年9月。ISBN 4-490-30429-3。
  - 『戦国遺文 後北条氏編 第4巻』東京堂出版、1992年9月。ISBN 4-490-30430-7。
  - 『戦国遺文 後北条氏編 第5巻』東京堂出版、1993年7月。ISBN 4-490-30431-5。
  - 『戦国遺文 後北条氏編 第6巻』東京堂出版、1995年12月。ISBN 4-490-30432-3。

- 神崎彰利監修
- 『記録御用所本古文書 近世旗本家伝文書集 上巻』東京堂出版、2000年9月。ISBN 4-490-20416-7。
- 『記録御用所本古文書 近世旗本家伝文書集 下巻』東京堂出版、2001年9月。ISBN 4-490-20441-8。